# Stanislas Ignace Fabijański
Stanislas Ignace Fabijański, né le 22 juillet 1865 à Paris et mort le 13 février 1947 à Cracovie, est un peintre, illustrateur et créateur d'affiches polonais.

## Biographie
Stanislas Ignace Fabijański est le fils du peintre Erasme Rudolph Fabijański et de Céline Sypnienska
.
Ayant pris les premières leçons auprès de son père, il commence ses études artistiques à Lviv avec le sculpteur Leonard Marconi. Puis, dans les années 1883-1888, il intègre l'Académie des beaux-arts Jan-Matejko de Cracovie, sous la direction de Władysław Łuszczkiewicz, Florian Cynk, Leopold Löffler et Jan Matejko. En 1888, il se rend à Munich et étudie avec Sándor Wagner à l'Académie des beaux-arts. Il se rend en Italie et revient en France. Il retourne définitivement en pologne et vit à Cracovie. 
En 1893, il produit une série d'illustrations pour Lettres d'Afrique (Listy z Afryki) d'Henryk Sienkiewicz. Il reçoit en 1902 le premier prix pour une réalisation d'affiches, parrainé par la Société des artistes polonais, en 1902.
En 1910, l'exposition d'art de Munich refuse son tableau Pogrom, à Kiev, interprétant l’œuvre comme une attaque dirigée contre le tsar.
Durant la Première Guerre mondiale, il est membre des Légions polonaises, en qualité d'artiste de guerre.
Il meurt à Cracovie à l'âge de 81 ans.